# Nathan Kabasele
Ne doit pas être confondu avec Christian Kabasele.
Nathan Kabasele, né le 14 janvier 1994 à Bruxelles, est un joueur de football belge qui évolue au poste d'attaquant. Il évolue au FC Voluntari.

## Carrière
Formé en partie au RSC Anderlecht, Nathan Kabasele intègre le noyau de l'équipe première du club en 2010 à l'âge de seize ans. Il monte trois fois au jeu durant la saison 2010-2011. La saison suivante, il inscrit son premier but officiel le 21 août 2011, lors de sa première montée au jeu à l'occasion d'un match à domicile face au RAEC Mons. Toujours réserviste à Anderlecht, il est prêté pour les six derniers mois de la saison au KVC Westerlo, à la lutte pour son maintien. Il ne parvient pas à s'imposer dans l'effectif et ne dispute que cinq rencontres avec le club campinois, relégué en fin de saison. Il revient au Sporting Anderlecht où il est reversé dans le noyau des espoirs. En janvier 2013, il part en prêt pour six mois au Torino FC mais il n'y dispute aucune rencontre officielle. Lors de la saison 2013-2014, il est à nouveau prêté, cette fois à De Graafschap, un club qui évolue en Eerste divisie, la deuxième division néerlandaise. Il y gagne rapidement une place de titulaire et dispute pratiquement toutes les rencontres du championnat et des play-offs pour l'accession à la première division. Avec huit buts inscrits, il prend une part importante dans la promotion du club en Eredivisie.
Nathan Kabasele revient ensuite à Anderlecht, où le nouvel entraîneur Besnik Hasi le réintègre dans le noyau professionnel. Barré par une forte concurrence, Aleksandar Mitrović et Cyriac Gohi Bi Zoro notamment, il doit se contenter d'un rôle de réserviste et de quelques montées au jeu. Il fait ses débuts en Ligue des champions le 1er octobre 2014 lors de la réception du Borussia Dortmund, entrant en cours de match. Il ne joue finalement que 18 rencontres durant la saison, toutes compétitions confondues. Durant l'été 2014, il est une nouvelle fois prêté pour un an à De Graafschap Doetinchem, qui évolue toujours en première division depuis son premier passage au club. 
Le 22 janvier 2018, il s'engage avec l'Union Saint Gilloise, pour un prêt de six mois.
Fin septembre 2018, il signe un contrat avec le Fotbal Club Voluntari, club roumain de la banlieue de Bucarest.

## Statistiques
| Saison                | Club                  | Championnat           | Championnat | Championnat | Coupe(s) nationale(s) | Coupe(s) nationale(s) | Supercoupe | Supercoupe | Compétition(s) continentale(s) | Compétition(s) continentale(s) | Compétition(s) continentale(s) | Total | Total |
| Saison                | Club                  | Division              | M.          | B.          | M.                    | B.                    | M.         | B.         | Comp.                          | M.                             | B.                             | M.    | B.    |
| 2010-2011             | RSC Anderlecht        | Division 1            | 3           | 0           | 0                     | 0                     | 0          | 0          | C1+C3                          | 0+0                            | 0+0                            | 3     | 0     |
| 2011-2012             | RSC Anderlecht        | Division 1            | 3           | 1           | 2                     | 0                     | 0          | 0          | C3                             | 1                              | 0                              | 6     | 1     |
| 2011-2012             | KVC Westerlo          | Division 1            | 4           | 0           | 0                     | 0                     | 0          | 0          | -                              | 0                              | 0                              | 4     | 0     |
| 2011-2012             | KVC Westerlo          | Division 2 (TF)       | 1           | 0           | 0                     | 0                     | 0          | 0          | -                              | 0                              | 0                              | 1     | 0     |
| 2012-2013             | RSC Anderlecht        | Division 1            | 0           | 0           | 0                     | 0                     | 0          | 0          | C1                             | 0                              | 0                              | 0     | 0     |
| 2012-2013             | Torino FC             | Serie A               | 0           | 0           | 0                     | 0                     | 0          | 0          | -                              | 0                              | 0                              | 0     | 0     |
| 2013-2014             | De Graafschap         | Eerste divisie        | 33          | 8           | 1                     | 0                     | 0          | 0          | -                              | 0                              | 0                              | 34    | 8     |
| 2014-2015             | RSC Anderlecht        | Division 1            | 12          | 1           | 3                     | 4                     | 1          | 0          | C1+C3                          | 1+1                            | 0+0                            | 18    | 5     |
| 2015-2016             | De Graafschap         | Eredivisie            | -           | -           | -                     | 0                     | 0          | 0          | -                              | 0                              | 0                              | 0     | 0     |
| Total sur la carrière | Total sur la carrière | Total sur la carrière | 56          | 10          | 6                     | 4                     | 1          | 0          | -                              | 3                              | 0                              | 66    | 14    |

## Palmarès
- Championnat de Belgique : 2012 et 2017